# Sarpang körzet
Sarpang  egyike Bhután 20 körzetének. A fővárosa Geylegphug.

## Földrajz
Az ország déli részén található.

## Gewog-ok
- Bhur Gewog
- Chhuzagang Gewog
- Dekiling Gewog
- Doban Gewog
- Gelephu Gewog
- Hilley Gewog
- Jigmechhoeling Gewog
- Lhamoy Zingkha Gewog
- Nichula Gewog
- Sarpangtar Gewog
- Senghe Gewog
- Serzhong Gewog
- Taklai Gewog
- Umling Gewog